# Автомагістраль М20 (Велика Британія)

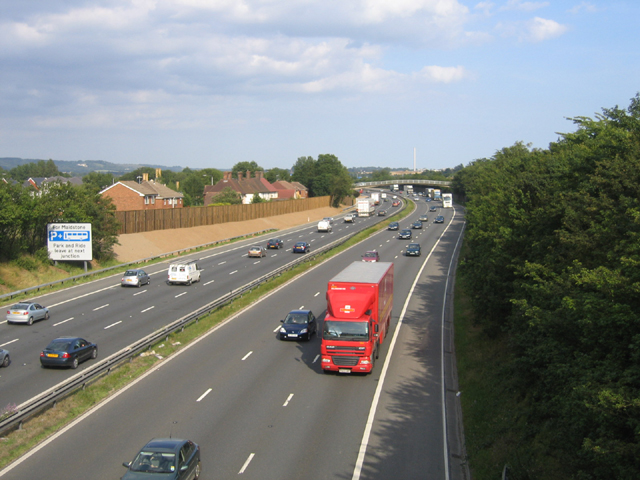
M20 дивлячись на схід біля Ейлсфорда

M20 — автомагістраль у графстві Кент, Англія. Вона йде далі від A20 у Суонлі, зустрічає M25 і продовжує рух до Фолкстона, забезпечуючи зв'язок з тунелем під Ла-Маншем і портами в Дуврі, довжина якої 81,4 км. Незважаючи на відсутність вказівників в Англії, ця дорога є частиною європейського маршруту E15. Він також використовується як зона утримування для перевезення товарів, коли рух через Ла-Манш переривається, наприклад операції «Стек» і «Брок».

## Маршрут
Дорога починається на перехресті з автострадою M25 і дорогою A20 на схід від Свонлі, потім продовжується на південний схід через річку Дарент, на північ від Фарнінгема через Норт-Даунс, повз Вест-Кінгсдаун і Вротем до дороги M26. Потім він вдаряє на схід, прямуючи на північ від Аддінгтона. Коли він досягає розв’язки 4, він проходить на південь від Нью-Гайт і йде паралельно залізничній лінії Medway Valley перед тим, як перетнути її біля розв’язки 5. Наступна ділянка — об'їзна дорога Мейдстоуна. High Speed 1 потім пролягає паралельно автомагістралі, продовжуючи на північ від Берстеда, перетинає лінію Swanley до Ashford (через Maidstone East) Line, а потім виїжджає в сільську місцевість поряд із замком Лідс. Рухаючись на південь від Ленхема та Чарінга, його перетинають залізничні лінії Ешфорд і HS1, перш ніж стати об’їзною дорогою Ешфорда. Подорожуючи повз Brabourne Lees, до нього знову приєднується HS1 та East Stour.
На північ від Солтвуда він досягає терміналу тунелю під Ла-Маншем і востаннє перетинає його HS1. Остання ділянка проходить уздовж північного передмістя Фолкстоуна.

## Історія

### Будівництво
М20, як і багато автомагістралей Сполученого Королівства, відкривали поетапно:
- Розв'язки 5-7 відкриті в 1960 році
- Розв'язки 7-8 відкриті в 1961 році

Ці ділянки M20 були відомі як обхід Мейдстоуна . Ця дорога тоді була пронумерована як A20(M), оскільки вона обходила ділянку A20 через Мейдстон, який був перенумерований на A2020. Це була перша ділянка автостради, відкрита на південь від Лондона. Плани об’їзду Мейдстоуну існували з 1930-х років, спочатку як універсальний проект, перш ніж його модернізували до стандарту автомагістралі в 1950-х роках. Коли в 1970-х роках автомагістраль була продовжена на захід у напрямку Лондона, вона була перейменована в M20, а A2020 повернулася до A20.
- Розв'язки 3-5 1971 року
- Розв'язки 1-2 1977 року

Ця ділянка закінчувалася на тимчасовій розв'язці біля Вест-Кінгсдауну.
- Тимчасова кінцева зупинка до розв'язки 3 у 1980 році

Цю ділянку маршруту було складно побудувати через крутий спуск вниз по урвищу North Downs. 
- Точка в 2 милях на захід від розв’язки 11 (де M20 перетинає A20 у Sellindge) до 13 у 1981 році – побудована McAlpines
- Перехрестя 9 до точки в 2 милях на захід від розв’язки 11 (де M20 перетинає A20 у Sellindge), у 1981 році – побудовано Dowsett

Ділянка навколо Ешфорда (розв'язки 9–10) спочатку була об'їзною дорогою Ешфорда A20, фактичне будівництво якої розпочалося до Другої світової війни, хоча сам маршрут не було відкрито до 19 липня 1957 року. Об’їзна дорога починалася в Віллесборо поблизу поточного розташування розв’язки 10 і закінчувалася на південь від існуючої розв’язки 9 на поточній кільцевій розв’язці Дровера. Частину старої обійстя все ще можна побачити, тепер вона називається проспект Сімони Вейль. Оригінальний міст, який вів Кентербері-роуд через об’їзну дорогу, все ще видно, оскільки міст не був реконструйований під час будівництва автомагістралі. Ця ділянка автомагістралі не має узбіччя, що свідчить про меншу ширину старої об’їзної дороги.

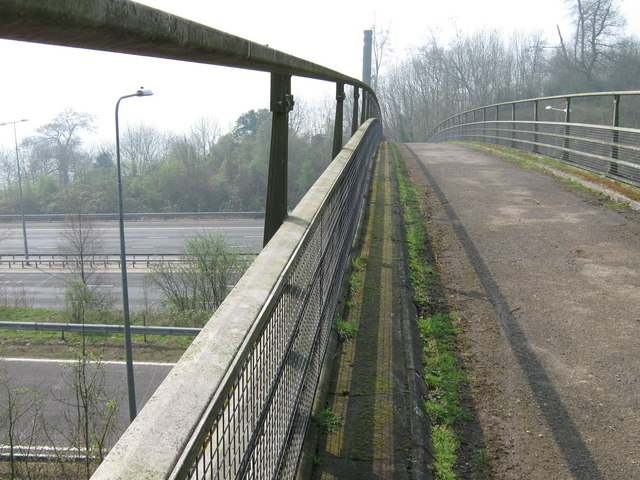
Міст над магістралю

## Самогубці
На цій дорозі було зареєстровано два самогубства. Філіп Метьюз, офіцер військово-морського флоту, стрибнув з одного з мостів, що проходять через М20 у 2018 році. Того ж року інша людина, Ясмін Ховард, також стрибнула з мосту.

## Дивитися також
- Схема нумерації доріг Великої Британії